# ديفيد ستاهيل
ديفيد ستاهيل (بالإنجليزية: David Stahel)‏ هو مؤرخ نيوزيلندي، ولد في 1975 في ويلينغتون في نيوزيلندا.